# Art of Jiu Jitsu
A Art do Jiu-Jitsu (AOJ) é uma academia e equipe de Jiu-jitsu brasileiro fundada em 2012 pelos irmãos campeões mundiais faixa-preta Rafael Mendes e Guilherme Mendes, em parceria com o fundador da RVCA [en], Patrick Michael Tenore.
Inicialmente como uma afiliada da Atos Jiu-Jitsu, a academia está localizada em Costa Mesa, Califórnia.
Em 2015, os irmãos Mendes criaram uma bolsa de treinamento para oferecer a jovens atletas selecionados moradia completa, auxílio com inscrições em eventos e viagens, além da oportunidade de treinar com uma das equipes mais competitivas do mundo. Os primeiros atletas selecionados foram Caio Antonini e Johnatha Alves, escolhidos entre 1.000 candidatos. Entre os beneficiários da bolsa, destaca-se Tainan Dalpra.
Entre 2015 e 2016, os irmãos Mendes se aposentaram das competições, após conquistarem 10 títulos mundiais juntos, para se dedicarem à academia.
A academia tornou-se reconhecida por seu forte programa infantil. Entre os primeiros alunos estavam os irmãos gêmeos Tye Ruotolo [en] e Kade Ruotolo [en], que treinaram na AOJ dos 10 aos 14 anos, antes de se transferirem para o programa adulto da Atos em 2017.
Durante o Campeonato Europeu da IBJJF de 2020, realizado em janeiro, os atletas da AOJ começaram a competir sob o nome "Arte do Jiu-Jitsu", em vez de Atos. No mês seguinte, a AOJ oficializou sua separação da Atos, tornando-se uma afiliação independente. No mesmo ano, os irmãos promoveram os primeiros faixas-pretas do programa infantil, Jessa Khan [en] e Tainan Dalpra, que ingressaram na AOJ por meio do programa Acredite e Conquiste.
Como faixa-preta, Dalpra venceu o Campeonato Mundial da IBJJF de 2021. No ano seguinte, Dalpra e Thalison Soares conquistaram o Campeonato Mundial de 2022 representando a AOJ. A equipe masculina da AOJ terminou em quarto lugar no Campeonato Mundial de Jiu-Jitsu de 2022.
Em abril de 2023, os irmãos Mendes anunciaram a abertura de uma segunda unidade da Arte do Jiu-Jitsu. A AOJ Mission Viejo, segunda unidade da marca, abriu suas portas em 11 de março de 2024.
No Campeonato Mundial de Jiu-Jitsu de 2023, a AOJ teve seis finalistas faixa-preta, quatro dos quais conquistaram o ouro, todos oriundos de uma única academia. A AOJ foi eleita 'Academia do Ano' no JitsMagazine BJJ Awards em 2023.

## Membros notáveis
- Cole Abate [en]
- Margot Ciccarelli
- Tainan Dalpra
- Jessa Khan [en]
- Mikey Musumeci
- Tammi Musumeci [en]
- Tye Ruotolo [en]
- Kade Ruotolo [en]
- John-Paul Tran